# جون ميلتون ماكي
جون ميلتون ماكي (بالإنجليزية: John Milton Mackie)‏ هو مؤرخ أمريكي، ولد في 19 ديسمبر 1813، وتوفي في 27 يوليو 1894.